# Il popolo della Luna
Il popolo della Luna (The Moon Maid) è un romanzo di fantascienza in tre parti dello scrittore statunitense Edgar Rice Burroughs, pubblicato originariamente tra il 1923 e il 1925 a puntate sulla rivista pulp Argosy All-Story Weekly e nel 1926 in volume (in versione ridotta). La storia rientra nei filoni avventurosi del mondo perduto e del planetary romance. Il romanzo è stato pubblicato in italiano nel 1997.
Le tre parti che formano il romanzo sono:
1. La fanciulla lunare (The Moon Maid, 1923; traduzione italiana di Rita Botter Pierangeli)
2. Gli uomini della Luna (The Moon Men, 1925; traduzione di Gianluigi Zuddas)
3. Il falco rosso (The Red Hawk, 1925; traduzione di Gianluigi Zuddas)

La prima parte fu iniziata nel giugno del 1922 con il titolo The Moon Maid, la seconda nel 1919 con il titolo Under the Red Flag, poi rititolata The Moon Men, mentre la terza venne intitolata The Red Hawk. Come risulta evidente dal titolo, Under the Red Flag (sotto la bandiera rossa) era originariamente ambientata nella Russia sovietica del tempo, con i bolscevichi come cattivi, ma dal momento che non fu popolare tra gli editori Burroughs la convertì in un'ambientazione fantascientifica, con il cattivo Kalkars simil-comunista che assume il potere sulla Luna (nella prima parte) e poi sulla Terra (nella seconda parte, con l'aiuto di un terrestre rinnegato), per essere infine rovesciato nella terza parte.

## Trama
Partita dalla Terra con destinazione Marte, l'astronave "Barsoom" è in avaria a causa di un sabotaggio ed è costretta a un atterraggio di fortuna sulla superficie inospitale della Luna. Ma sotto la polvere e i crateri del satellite, l'incredulo equipaggio scopre un mondo fantastico, rimasto per millenni celato agli sguardi umani. Qui mostri e creature barbariche combattono guerre estenuanti fra le rovine di antiche civiltà, splendide fanciulle alate spiccano il volo sotto la luce perenne di un cielo artificiale. È questo lo spettacolo che si presenta allo sgomento capitano Julian 5 dopo il naufragio: un mondo pieno di insidie ma anche di avventure, fra strane razze, torreggianti città, una principessa aliena.

## Edizioni
- Edgar Rice Burroughs, Il Popolo della Luna, Collana Cosmo Serie Oro. Classici della Narrativa di Fantascienza, Editrice Nord, 1997,  Pagg.406, ISBN 88-429-0959-9, :.